# Blind Love (film 1912)
Blind Love è un cortometraggio muto del 1912 diretto da D.W. Griffith.

## Trama
Una giovane donna, stanca del tedio di una vita noiosa, lascia il marito per un altro. Si renderà conto di aver fatto un grande sbaglio quando si ritroverà sola con il figlio nato dalla relazione e cercherà di tornare dal marito.

## Produzione
Il film fu prodotto dalla Biograph Company.

## Distribuzione
Distribuito dalla General Film Company, il film - un cortometraggio di una bobina - uscì nelle sale cinematografiche USA il 12 settembre 1912. Il 7 novembre di quello stesso anno venne distribuito anche nel Regno Unito dalla Moving Pictures Sales Agency.
Non si conoscono copie ancora esistenti della pellicola che viene considerata presumibilmente perduta.